# Tarcienne
Ne doit pas être confondu avec Farciennes.
Tarcienne (en wallon Tårcene) est une section de la commune belge de Walcourt située en Région wallonne dans la province de Namur.
C'était une commune à part entière avant la fusion des communes de 1977.

## Géographie
Le village est bordé au nord par Gerpinnes (Hainaut), à l’est par Hanzinne et Thy-le-Bauduin, au sud par Somzée et à l’ouest par Nalinnes (Hainaut).
La Nationale 5 Charleroi-Couvin traverse une partie du village.

## Évolution démographique
- Source : DGS, 1831 à 1970 = recensements population, 1976 = habitants au 31 décembre.

## Histoire
Anciennement, le territoire était divisé en deux : Ahérée et Tarcienne.
Ahérée dépendait de la cour féodale de Morialmé, terre liégeoise. En 1372, cette seigneurie hautaine appartient à un certain Bastien de Berzée. Au XVIIIe siècle, le titre de vicomté lui était attaché. À cette époque, les propriétaires en étaient les de Maretz, qui possédaient une ferme-château de 45 bonniers et quelques autres dépendances. Il y avait une chapelle depuis au moins le XVIe siècle.
L’histoire ancienne de Tarcienne est peu connue. Deux alleux sont connus en 1228, l’un qui appartient à Lambert de Tarcienne et à ses frères, l’autre au prieuré d’Oignies. Le territoire fait partie de la seigneurie de Thy-le-Château, comté de Namur. En 1672, il est vendu par Ferdinand de Croÿ à Charles de Colins mais il y a contestation entre les ayants droit; néanmoins, les Colins gardent cette propriété jusqu’en 1741.
À la fin de l’Ancien Régime, la collation de la cure et la dîme étaient du ressort des chanoinesses de Moustier-sur-Sambre; toutefois, celles-ci durent partager cette dernière, en 1348, avec les bénéficiers et le curé de Gerpinnes jusqu’à la création d’une paroisse autonome en 1603 dans le village.

### Situation en 1830
On recense 360 habitants répartis dans 70 maisons et 5 fermes. On compte 86 chevaux, 29 poulains, 96 bovins, 59 veaux, 35 porcs et 400 moutons. On y extrayait du minerai de fer. Il existait un pressoir à huile mu par un manège ainsi qu'une brasserie, un horloger et un fabricant de bas. Ses dépendances étaient alors : Ahérée, Lumsonry, Prêle, Pont-de-Pierre, Trieu des Marais, Longue Vue et Gillaux.
Un cimetière militaire est situé «au Pavé» près de la route de Philippeville, non loin de l’endroit où fut tué le duc de Saxe-Meiningen, commandant la 39e brigade de réserve. Il contient les tombes de 321 Français (dont 158 n’ont pas été identifiés) et de 79 Allemands. Un combat violent s‘est en effet déroulé ici le 23 août 1914 et le lendemain matin entre les troupes allemandes de von Bülow et françaises de Lanrezac, juste après la bataille de la Sambre. Une stèle rappelle son souvenir sur une maison (au n° 32) tandis qu’un petit monument funéraire à sa mémoire se dresse dans le cimetière militaire.
Lors de l'occupation durant la Première Guerre mondiale, les Allemands s'étaient rendus dans Tarcienne, ils avaient érigé un poste de guet au point le plus haut du village, sur la route qui va vers Thy-le-Bauduin. De nombreux avions militaires alliés passaient au-dessus du village, l'un d'eux se fit descendre un soir près de la N5. Tarcienne possédait notamment une zone marécageuse peu connue à l'extérieur du village. Les Allemands avaient aussi capturé des personnes pour les envoyer en camps, et réquisitionné des maisons pour s'y établir, se loger, se soigner, se nourrir. Trois maisons connues, les 3 collées les unes aux autres ("La Maison des 3 Sœurs") ont servi à héberger des Allemands.

## Patrimoine et folklore

### Patrimoine architectural
- Château de Tarcienne. Siège d'une seigneurie créée pour Charles-Ignace de Colins en 1672, contestée un moment, puis retournée à la famille jusqu'en 1741. Le château fut construite durent le dernier tiers du XVIIe siècle puis remanié fortement au XIXe siècle[4].
- Église Saint-Martin : érigée en style néo-roman en 1890[4].
- Ferme de la Tour : construite au départ d'un donjon médiéval et dont la construction s'est poursuivie aux XVIIe et XIXe siècles[5].
- Ferme d'Ahérée : ancien siège d’une seigneurie liégeoise. Le quadrilatère avec logis date du XVIIIe siècle[6].
- Ferme de Bertransart. Ancienne maison des Templiers, qui était connue dès le début du XIIIe siècle, passée vers 1313 aux Hospitaliers et affermée depuis la fin du XIVe siècle[7].

- Le cimetière militaire du bois du Louvrois : accueille les tombes de 394 soldats français, 153 soldats allemands et 2 russes tombés au cours de la Première Guerre mondiale ainsi qu’un ossuaire recueillant les restes de soldats inconnus tant allemands que français. Le cimetière comprend également deux monuments : l’un dédié au caporal français André Jéramec, l’autre à l’officier allemand Frédéric-Jean de Saxe-Meiningen, tous deux tombés le 23 août 1914 pendant la bataille de Charleroi[8].

### Folklore
Marche Saint-Fiacre faisant partie des marches de l'Entre-Sambre-et-Meuse. Elle a été reconnue en décembre 2012 avec quatorze autres marches comme chef-d'œuvre du patrimoine oral et immatériel de l'humanité par l'UNESCO. Elle se déroule le premier dimanche de mai.

## Économie
Village traditionnellement agricole, il s’est développé récemment par l’apport d’une population qui travaille dans l’agglomération de Charleroi, distante d’une dizaine de km seulement.

## Galerie

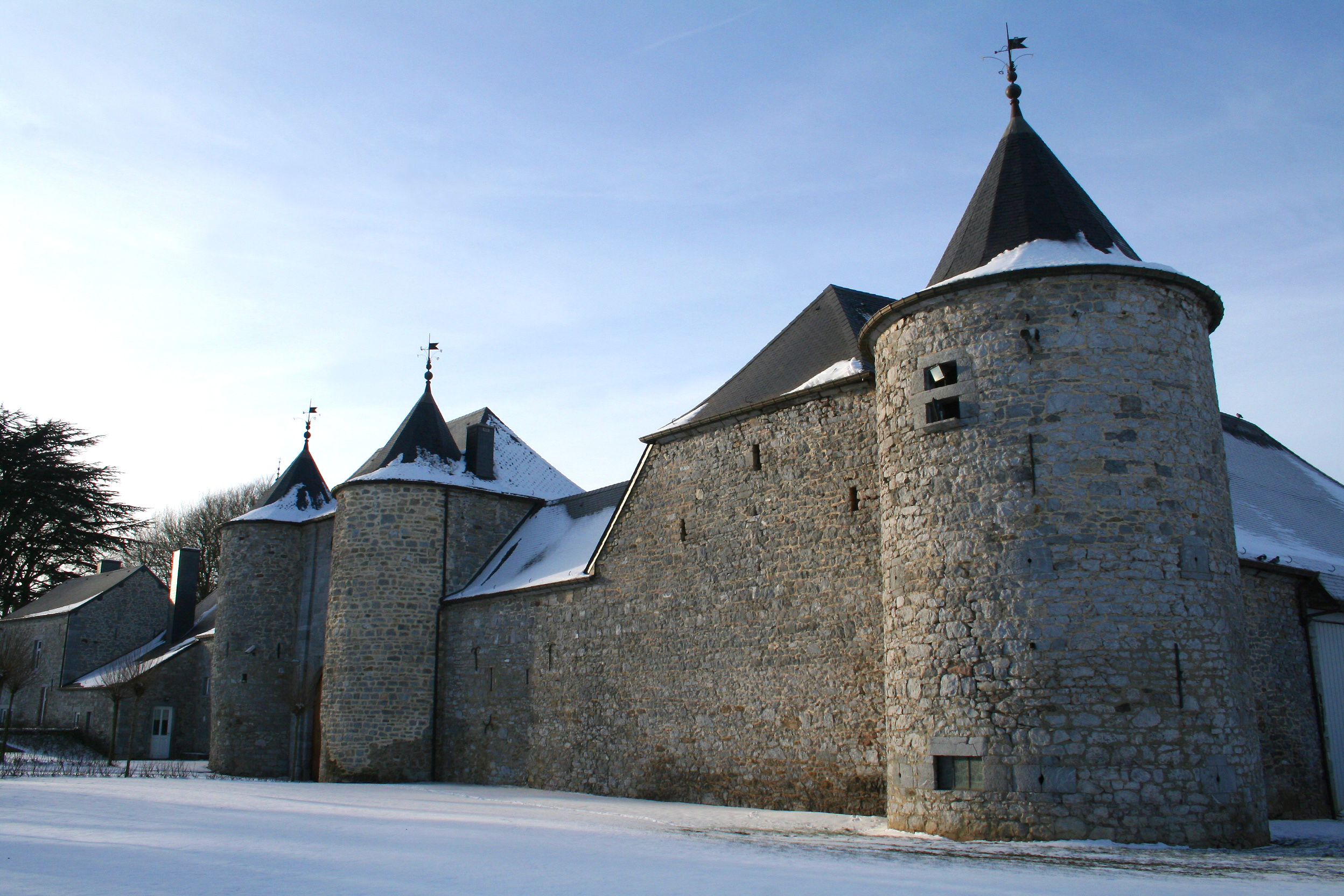
Le château (XVIIe siècle).
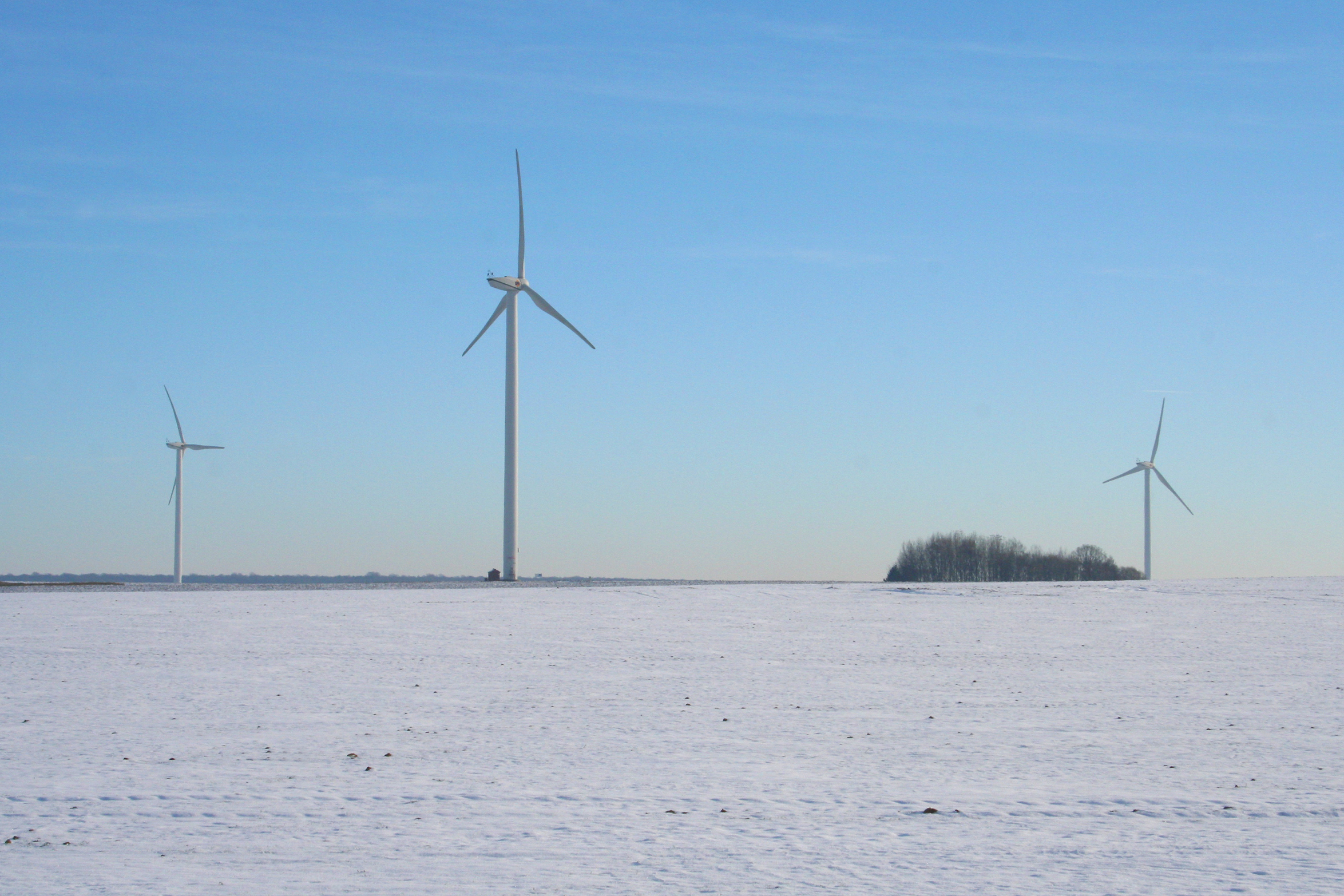
Le parc éolien.
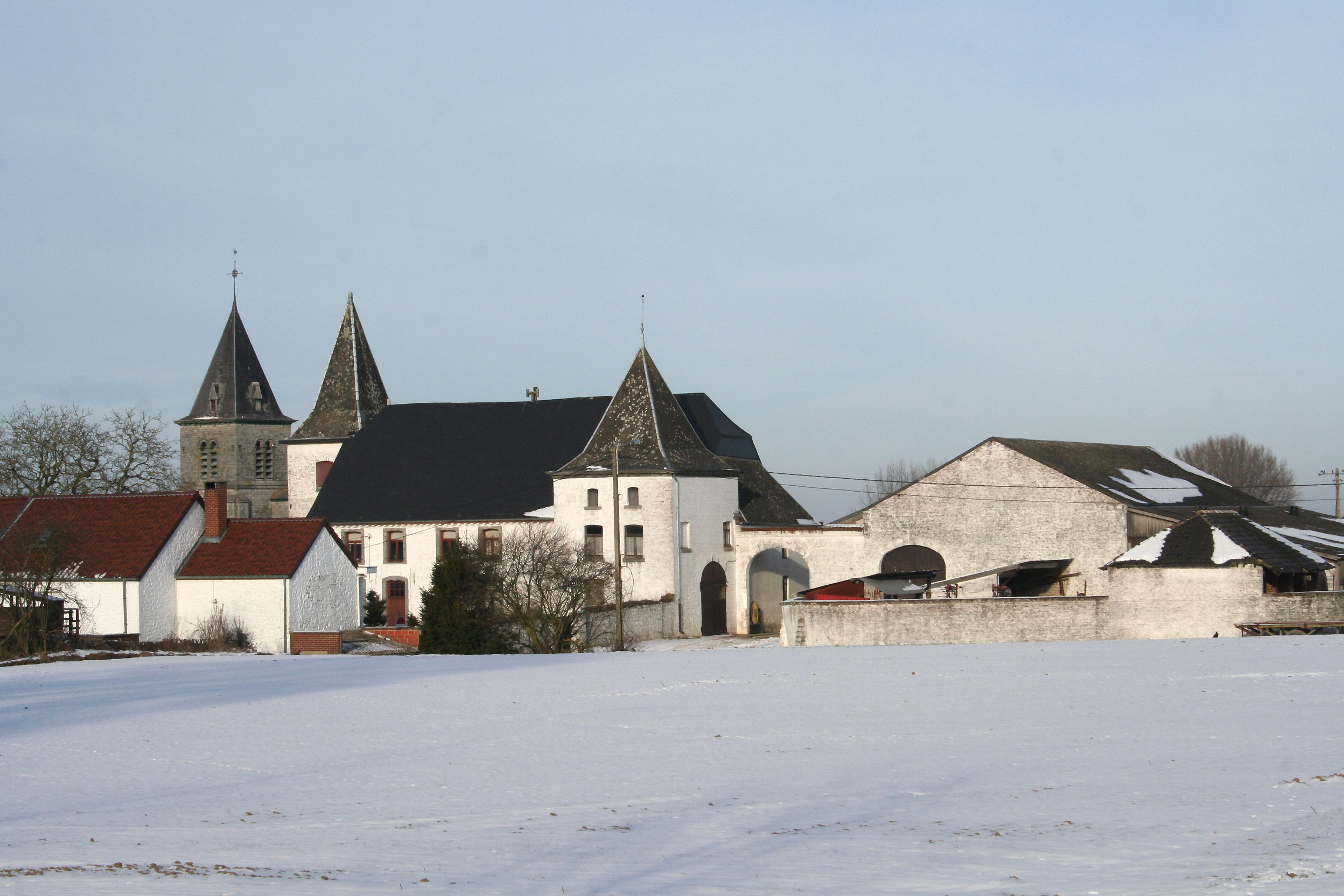
Le château de la Tour et l'église Saint-Martin depuis la rue Sainte-Rolende.